# Diphyllomorpha parryi
Diphyllomorpha parryi är en skalbaggsart som beskrevs av John Obadiah Westwood 1842. Diphyllomorpha parryi ingår i släktet Diphyllomorpha och familjen Cetoniidae. Inga underarter finns listade i Catalogue of Life.